# Мачва (футбольний клуб)
Футбольний клуб Мачва або просто ФК «Мачва» (серб. Фудбалски клуб Мачва Шабац) — професійний сербський футбольний клуб з міста Шабац.

## Хронологія назв
- 1919—1944 — «Мачва»
- 1944—1946 — «Раднички»
- 1946—1951 — «Подринбеє»
- 1951—н.в. — «Мачва»

## Досягнення
- Сербська ліга Захід
  -  Чемпіон (1): 2015/16

## Відомі гравці
- Воїслав Мелич
- Драголюб Мілошевич
- Філіп Арсеньєвич
- Милорад Арсеньєвич
- Драган Арсенович
- Бранислав Атанацкович
- Воїслав Будимирович
- Божидар Чосич
- Душан Цветинович
- Іван Бек
- Огнєн Дам'янович
- Михайло Добрашинович
- Стефан Драшкович
- Мирослав Джукич
- Ненад Гаврич
- Ігор Гркаяц
- Джорде Івеля
- Александар Івош
- Мілош Янциєвич
- Зоран Єлікич
- Предраг Єремич
- Александар Євтич
- Марко Йованович
- Ненад Йованович
- Андрія Калуджерович
- Раденко Камберович
- Міленко Ковачевич
- Ігор Крмар
- Джордже Лазич
- Огнєн Лекич
- Младен Мичанович
- Борис Мілекич
- Неманья Милетич
- Младен Мілінкович
- Мілош Мілісавлєвич
- Зоран Міловац
- Мілан Мілутинович
- Боян Незірі
- Іван Обровац
- Мілош Ожегович
- Ігор Павлович
- Мітар Пейович
- Деян Перич
- Нікола Перич
- Стоян Пилипович
- Василіє Проданович
- Александар Радованович
- Боривоє Ристич
- Ристо Ристович
- Боян Шаранов
- Александар Симчевич
- Александар Срдич
- Александар Сречкович
- Славолюб Срнич
- Марко Станчетич
- Лазар Станишич
- Дарко Станоєвич
- Небойша Станойлович
- Бранислав Тошич
- Дане Трбович
- Владимир Туфегджич
- Борис Васкович
- Алекса Відич
- Златко Зебич
- Златко Зечевич
- Борис Живанович
- Іван Живанович
- Мілош Живанович
- Небойша Затарич
- Боян Зоранович
- Рашид Авдич
- Желько Полак
- Абдуллах Гергич
- Джордже Камбер
- Міодраг Латинович
- Мітар Лукич
- Ненад Ерич
- Филип Деспотовський
- Яне Гаваловський
- Зоран Тодоров
- Мурун Алтанхуяг
- Юрій Газзаєв
- Філіп Касалиця
- Дарко Дам'янович
- Хонма Казуо